# José Alejo Román
José Alejo Román (n. Córdoba; 1803 - f. id.; 1880) fue un político argentino, gobernador provisional de la provincia de Córdoba.

## Biografía
Nació en la Ciudad de Córdoba, el 18 de julio de 1803. Sus padres fueron José Antonio Román y María Mauricia Allende y Moyano.
Fue teniente consular por 1835 y durante el primer gobierno de Roque Ferreyra, se desempeñó como delegado de éste, desde el 17 de noviembre de 1856 hasta el 13 de marzo de 1857.
Luego de la batalla de Pavón, una revuelta desalojó del poder a Fernando Félix de Allende. Román fue colocado al mando de la provincia de forma provisoria. Poco tiempo después Félix de la Peña es repuesto en la gobernación.
En el corto período en que gobernó, sus ministros fueron Abel Bazán, Félix Olmedo, Luis Cáceres (que ocuparía el gobierno provisionalmente en 1866) y Filemón Posse.
Luego, entre 1865 y 1874, fue senador nacional.
Falleció en la Ciudad de Córdoba, el 15 de agosto de 1880.